# Idaea pseliota
Idaea pseliota är en fjärilsart som beskrevs av Edward Meyrick 1888. Idaea pseliota ingår i släktet Idaea och familjen mätare. Inga underarter finns listade i Catalogue of Life.